# پخش رایگان
سرویس‌های پخش رایگان (FTA) سرویس‌های تلویزیونی و رادیویی هستند که به صورت رمزگذاری نشده پخش می‌شوند و به هر شخصی که دارای تجهیزات دریافت کننده مناسب است اجازه می‌دهد سیگنال را دریافت کند و محتوا را بدون نیاز به اشتراک، سایر هزینه‌های جاری یا هزینه‌های یکباره (مثلاً پرداخت به ازای بازدید) مشاهده یا گوش دهد. در مفهوم سنتی، این بر روی سیگنال‌های رادیویی زمینی حمل می‌شود و با آنتن دریافت می‌شود.
FTA همچنین به شبکه‌ها و پخش‌کننده‌هایی گفته می‌شود که محتوایی را ارائه می‌کنند که هیچ اشتراکی برای آن‌ها انتظار نمی‌رود، حتی اگر ممکن است توسط شرکت مخابراتی دیگری که برای آن اشتراک لازم است، مانند تلویزیون کابلی، اینترنت یا ماهواره به بیننده/شنونده تحویل داده شود. این شرکت‌های مخابراتی ممکن است در برخی از مناطق جغرافیایی موظف شوند (یا OPT) کانال‌های FTA را ارائه دهند، حتی اگر اشتراک ممتاز وجود نداشته باشد (به شرط اینکه تجهیزات لازم هنوز در دسترس باشد)، به ویژه در مواردی که انتظار می‌رود از کانال‌های FTA برای پخش اضطراری استفاده شود، مشابه خدمات اضطراری ۱۱۲ که توسط اپراتورها و سازندگان تلفن همراه ارائه می‌شود.
از طرف دیگر، مشاهده رایگان (FTV) به طور کلی بدون اشتراک در دسترس است، اما به صورت دیجیتالی رمزگذاری شده است و ممکن است از نظر جغرافیایی محدود شود.
پخش رایگان اغلب برای پخش بین‌المللی استفاده می‌شود و آن را چیزی شبیه به یک ویدیوی رادیویی موج کوتاه می‌کند. اکثر خرده فروشان FTA راهنماها و محتوای کانال‌های رایگان و محتوای موجود در آمریکای شمالی را برای استفاده رایگان فهرست می‌کنند.

## تامین مالی
اگرچه معمولاً به عنوان رایگان توصیف می‌شود، اما هزینه خدمات رایگان از طریق روش‌های مختلفی تامین می‌شود:
- تامین مالی از طریق مالیات
- اجباری هزینه مجوز برای هزینه‌های مخابره و تولید (به عنوان مثال، بی‌بی‌سی)
- کمک داوطلبانه برای هزینه‌های انتقال و تولید محلی (به عنوان مثال، پی‌بی‌اس)
- تبلیغات تجاری برای مخارج مخابره و تولید و درآمدهای مازاد به دولت بازگردانده شده است (به عنوان مثال، تلویزیون سی‌بی‌سی/ تلویزیون رادیو کانادا در کانادا ، SBS در استرالیا و TVNZ در نیوزیلند)
- حمایت تجاری
- محصولات و خدمات مصرفی که بخشی از هزینه آن صرف تبلیغات تلویزیونی و حمایت مالی می‌شود (در مورد پخش کننده‌های تلویزیونی ژاپنی مانند تی‌وی آساهی و تی‌وی توکیو که به شدت به حمایت مالی متکی هستند، مشابه پخش کننده‌های فیلیپین مانند ای‌بی‌اس-سی‌بی‌ان ، تی‌وی۵ و شبکه جی‌ام‌ای).